# جون برايت (مصمم أزياء تقليدية)
جون برايت (بالإنجليزية: John Bright)‏ هو مصمم أزياء تقليدية بريطاني، ولد في مارس 1940.

## وصلات خارجية
- جون برايت على موقع IMDb (الإنجليزية)
- جون برايت على موقع ألو سيني (الفرنسية)
- جون برايت على موقع أول موفي (الإنجليزية)
- جون برايت على موقع قاعدة بيانات الأفلام السويدية (السويدية)
- جون برايت على موقع قاعدة بيانات الفيلم (الإنجليزية)
- جون برايت على موقع كينوبويسك (الروسية)